# Laurasiatheria

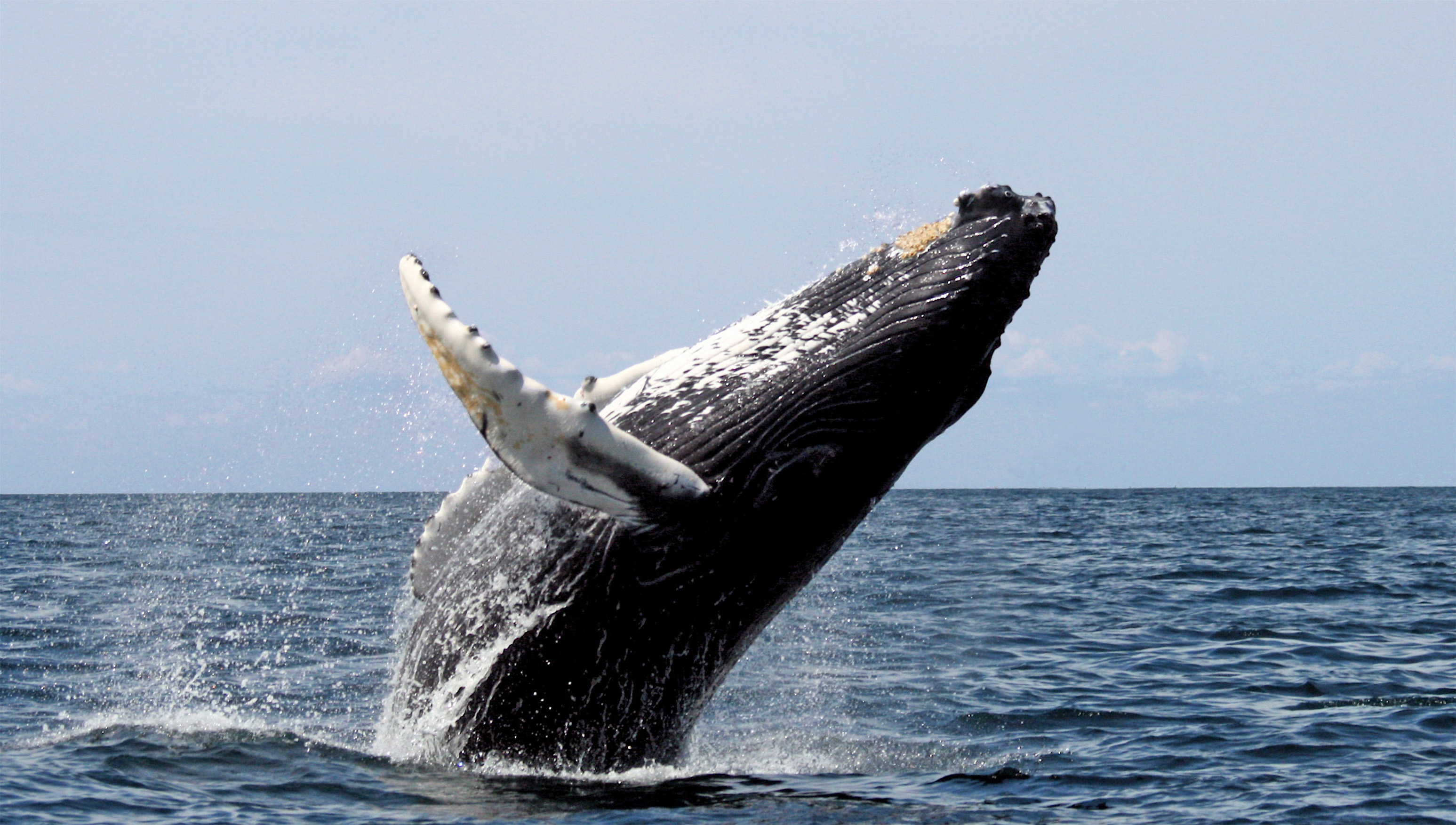
A cetek a párosujjú patások közé tartoznak, ahol a vízilovakkal egy kládot alkotnak.

A Laurasiatheria az emlősök osztályának (Mammalia), azon belül a méhlepényesek alosztályágának (Eutheria) egyik öregrendje, melybe sok, korábbi rendszerekben egybe nem sorolt rend tartozik. Az öregrend létrejötte a legújabb molekuláris biológiai kutatásoknak köszönhető, és későn, 1999-ben jött létre.
A csoport kialakulása igencsak meglepte a morfológiai alapú állatrendszertan híveit, hiszen a csoportot morfológiailag−anatómiailag egységesen jellemezni nem lehet, nincsenek jelentős közös szervezettani sajátosságaik.
A csoport közös sajátossága, hogy Laurázsiában alakultak ki. Laurázsia tulajdonképpen a Pangea szuperkontinens északi egysége volt, szemben a délivel, Gondwanával. Laurázsia aztán két egységre szakadt szét: Észak-Amerikára és Eurázsiára. A Laurasiatheriák természetesen Afrikába is eljutottak, mivel ez a terület kapcsolatban volt, de Dél-Amerika már korábban elvált a szuperkontinenstől, így ott teljesen önálló és sajátságos fauna alakult ki. Dél-Amerikát azután hódították meg, miután az összekapcsolódott Észak-Amerikával, és a szárazföldi fajok átkelhettek a földhídon.

## Rendszerezésük
A Laurasiatheria öregrendbe jelenleg 5, legfeljebb 6−8 rendet sorolnak, attól függően, hogy inkább felbontják a nagyobb monofiletikus egységeket, vagy összevonják. Alapvetően 5 fő fejlődési irányt lehet megkülönböztetni az öregrenden belül:
- rovarevők csoportja (Insectivora) – ezt a csoportot vagy továbbra is egységes rendként kezelik – mint a korábbi rendszerek −, vagy két további rendre bontják szét, úgymint sünalakúak (Erinaceomorpha) és cickányalakúak (Soricomorpha); újabban a sünöket, a cickányokat és a vakondokat újból egyesítették az Eulipotyphla rendszintű taxon alatt;
- denevérek csoportja (Chiroptera) – ezt általában továbbra is egységes rendként kezelik – éppen a nagyon sajátságos repülő életmódjuk miatt −, de két jól elkülöníthető alrendre oszthatók fel, melyek már igen korán elváltak egymástól: kisdenevérek (Microchiroptera) és nagydenevérek (Macrochiroptera);
- párosujjú patások csoportja (Artiodactyla, újabban Cetartiodactyla) – ez a legkomplikáltabb helyzetű csoportja az öregrendnek, mivel a cetek (Cetacea) is beékelődnek a rendbe, a vízilófélék (Hippopotamidae) testvércsoportjaként (a két csoportot újabban Whippomorpha néven vonják össze); ennek ellenére továbbra is fenntartják rendi kategóriáját; a névváltoztatás oka éppen az, hogy a rend egy igen nagy fajszámú és jelentőségű csoporttal bővült, a cetekkel (mivel a cetek nélkül parafiletikus volt);
- páratlanujjú patások csoportja (Perissodactyla) – nem alkotnak monofiletikus egységet a párosujjú patásokkal, mint azt korábban gondolták; viszont továbbra is a korábban ide sorolt családokat találjuk a rendben;
- Ferae csoport – e csoportot semmiféleképpen sem kezelik egy rendként, egyszerűen egy kládról van szó, ahová két igen eltérő testfelépítésű és életmódú rend tartozik: a ragadozók (Carnivora) és a tobzoskaalakúak (Pholidota).

A Laurasiatheria öregrendet tehát általában a következőféleképpen osztják fel rendekre:
- Eulipotyphla
- denevérek (Chiroptera)
- párosujjú patások (Cetartiodactyla)
- páratlanujjú patások (Perissodactyla)
- ragadozók (Carnivora)
- tobzoskaalakúak (Pholidota).

### Kladogram
| Ferae | \| \| Carnivora \| \| \| \| \| \| Pholidota \| \| \| \| |
|       | \| \| Carnivora \| \| \| \| \| \| Pholidota \| \| \| \| |
|       | Perissodactyla                                          |
|       |                                                         |
|       | Carnivora                                               |
|       |                                                         |
|       | Pholidota                                               |
|       |                                                         |

|  | Carnivora |
|  |           |
|  | Pholidota |
|  |           |

| Ferae | \| \| Carnivora \| \| \| \| \| \| Pholidota \| \| \| \| |
|       | \| \| Carnivora \| \| \| \| \| \| Pholidota \| \| \| \| |
|       | Perissodactyla                                          |
|       |                                                         |
|       | Carnivora                                               |
|       |                                                         |
|       | Pholidota                                               |
|       |                                                         |

|  | Carnivora |
|  |           |
|  | Pholidota |
|  |           |

| Ferae | \| \| Carnivora \| \| \| \| \| \| Pholidota \| \| \| \| |
|       | \| \| Carnivora \| \| \| \| \| \| Pholidota \| \| \| \| |
|       | Perissodactyla                                          |
|       |                                                         |
|       | Carnivora                                               |
|       |                                                         |
|       | Pholidota                                               |
|       |                                                         |

|  | Carnivora |
|  |           |
|  | Pholidota |
|  |           |

| Ferae | \| \| Carnivora \| \| \| \| \| \| Pholidota \| \| \| \| |
|       | \| \| Carnivora \| \| \| \| \| \| Pholidota \| \| \| \| |
|       | Perissodactyla                                          |
|       |                                                         |
|       | Carnivora                                               |
|       |                                                         |
|       | Pholidota                                               |
|       |                                                         |

|  | Carnivora |
|  |           |
|  | Pholidota |
|  |           |

| Ferae | \| \| Carnivora \| \| \| \| \| \| Pholidota \| \| \| \| |
|       | \| \| Carnivora \| \| \| \| \| \| Pholidota \| \| \| \| |
|       | Perissodactyla                                          |
|       |                                                         |
|       | Carnivora                                               |
|       |                                                         |
|       | Pholidota                                               |
|       |                                                         |

|  | Carnivora |
|  |           |
|  | Pholidota |
|  |           |

| Ferae | \| \| Carnivora \| \| \| \| \| \| Pholidota \| \| \| \| |
|       | \| \| Carnivora \| \| \| \| \| \| Pholidota \| \| \| \| |
|       | Perissodactyla                                          |
|       |                                                         |
|       | Carnivora                                               |
|       |                                                         |
|       | Pholidota                                               |
|       |                                                         |

|  | Carnivora |
|  |           |
|  | Pholidota |
|  |           |

| Ferae | \| \| Carnivora \| \| \| \| \| \| Pholidota \| \| \| \| |
|       | \| \| Carnivora \| \| \| \| \| \| Pholidota \| \| \| \| |
|       | Perissodactyla                                          |
|       |                                                         |
|       | Carnivora                                               |
|       |                                                         |
|       | Pholidota                                               |
|       |                                                         |

|  | Carnivora |
|  |           |
|  | Pholidota |
|  |           |

| Ferae | \| \| Carnivora \| \| \| \| \| \| Pholidota \| \| \| \| |
|       | \| \| Carnivora \| \| \| \| \| \| Pholidota \| \| \| \| |
|       | Perissodactyla                                          |
|       |                                                         |
|       | Carnivora                                               |
|       |                                                         |
|       | Pholidota                                               |
|       |                                                         |

|  | Carnivora |
|  |           |
|  | Pholidota |
|  |           |

## Evolúciójuk
A rendek viszonylag gyorsan, mintegy 10 millió év leforgása alatt már elkülönültek egymástól. Az első Laurasiatheriák kb. 85 millió éve alakultak, majd kb. 83 millió évvel ezelőtt váltak el a rovarevők. 80 millió éve kerülhetett sor a denevérek kialakulására, melyek fejlődése csak később, 70 millió éve ágazott szét a két alrendre (kis- és nagydenevérek). 79 millió éve alakultak ki az első párosujjú patások, majd ezt követően, 2 millió év múlva már megjelentek a páratlanujjú patások első képviselői. A tobzoskák és a ragadozók fejlődése pedig 2 millió éven belül, vagyis kb. 75 millió éve már különvált.